# Los bonitos recuerdos de Palmiro Capón
Los bonitos recuerdos de Palmiro Capón, también conocida simplemente como Palmiro Capón, fue una serie de cómic protagonizada por el personaje homónino, que se publicó en diversos medios, singularmente "El Jueves", desde 1994 hasta 2011. Se trataba de un ejercicio nostálgico de su autor, Lalo Kubala, en el que retrataba con sorna y nula corrección política, a un cuarentón, Palmiro Capón, que recordaba su infancia y adolescencia durante los años setenta y ochenta del siglo pasado: el colegio, las series de dibujos animados, los primeros amores, etc., todo ello ambientado principalmente en la ciudad de Valencia, residencia de la familia Capón.

## Trayectoria editorial
En 1994, con el título de Palmiro Capón y amigos, se publicó la primera monografía del personaje, como núm. 1 de "Los 4 Fanáticos". A partir de 1998, se publicó de forma serializada en el fanzine "Kovalski Fly".
Desde octubre de 2001 a octubre de 2011 apareció semanalmente, en blanco y negro y a una página, en la revista El Jueves (números 1273 a 1795). Además, la historieta fue objeto de cuatro recopilaciones en álbumes monográficos por parte de Ediciones El Jueves: 
- 2003 El coleccionista de uñas en la colección «Nuevos pendones del humor»;[3]
- El Jueves y los 70. Los mejores años de tu vida, en formato bolsillo a medias con RBA. Y, pese al cambio de formato, es la continuación de El coleccionista de uñas.
- 2009 Los bonitos recuerdos de Palmiro Capón (2009) en la colección “Luxury Gold Collection”.[4]
- 06/2010 Un Capón nunca se rinde (06/2010) en el seno de la colección "Pendones del Humor"[5]

## Premios
En 2010, obtuvo el Premio del Diario de Avisos al mejor guion de historieta de humor, reconociéndose en ella "una gracia sutil aderezada con refinados gags".